# Émile Léonard Mathieu
Émile Léonard Mathieu (Metz, 15 mei 1835 - Nancy, 19 oktober 1890) was een Franse wiskundige. Hij is bekend als ontdekker van de eerste vijf sporadische groepen, die naar hem Mathieu-groepen genoemd worden.
Mathieu werd in 1869 hoogleraar wiskunde in Besançon en in 1874 in Nancy waar hij zich voornamelijk bezighield met de wiskunde van de natuurkunde. Behalve de mathieuse groepen, die hij tussen 1860 en 1873 ontdekte, zijn ook de Mathieu-differentiaalvergelijkingen naar hem genoemd.